# Scary Movie
Scary Movie és una pel·lícula estatunidenca del 2000 dirigida per Keenen Ivory Wayans i escrita pels seus germans Shawn i Marlon Wayans, que també actuen a la pel·lícula. Les bromes de mal gust, el seu llenguatge groller i escenes escatològiques han estat les claus del seu èxit als Estats Units.
Va ser promogut amb l'eslògan "No hi haurà clemència. No hi haurà vergonya. No hi haurà seqüeles", amb l'última frase fent referència a la tendència de les pel·lícules de terror a convertir-se en llargues sèries.
El 2001, va ser estrenada Scary Movie 2 (amb el més apropiat eslògan de "Mentim"). Una segona seqüela, Scary Movie 3 la va seguir el 2003. Scary Movie 4 (amb l'eslògan "L'última pel·lícula de la trilogia"), va ser estrenada el 14 d'abril del 2006. Encara que va resultar que per al 2011 s'estrenà Scary Movie 5, que sí que seria el final de la saga.

## Argument
Una jove de dinou anys anomenada Drew Decker està sola a casa una nit i rep una amenaça telefònica d'un home no identificat. Espantada, Drew agafa un plàtan i fuig. L'assassí la persegueix i li esquinça la roba. Drew corre cap a la pista, el seu pare condueix cap a ella i ella el crida perquè l'ajudi, però no l'escolta perquè la mare li fa una mamada i acaba atropellada. L'assassí la remata. L'endemà, una noia anomenada Cindy Campbell es troba amb el seu xicot Bobby i els seus amics Brenda, Ray, Greg, i Buffy. Cindy diu que l'assassinat de Drew va passar exactament un any després que atropellessin accidentalment un home en un passeig i que tiressin el cos des del moll a un llac. Una nit, l'assassí ataca Cindy, però crida la policia i l'assassí escapa. Tot seguit arriba Bobby amb els mateixos guants i el ganivet que l'assassí, cosa que fa que se'n sospiti d'ell, i és arrestat. Més tard, en la pel·lícula, el grup és assassinat un per un: primer Greg, a continuació, Buffy tallant-li el cap amb un tallant i finalment Ray apunyalat per l'orella.
Cap al final, Cindy fa una festa a casa seva; l'assassí apareix i comença a matar persones, i Bobby és alliberat de la presó perquè deixa de ser sospitós. Així,Bobby es presenta a la festa, i ell i Cindy finalment foten. Després, l'assassí apunyala Bobby i desapareix. Mentre Cindy atén les ferides de Bobby, Bobby li dispara a Shorty i revela que ell mai havia sigut apunyalat en realitat. Llavors arriba Ray sa i estalvi, amb una bena al cap i diu que ell i Bobby copien l'assassí en sèrie real. Quan Cindy els pregunta el motiu, Bobby sarcàsticament diu de broma que va ser conduït per ella per culpa de la falta de sexe i que ell i Ray són amants homosexuals que iniciaran una nova vida una vegada matin Cindy. Per ocultar la seva culpa, decideixen apunyalar-se mútuament perquè les autoritats creguin que són víctimes del veritable assassí. Després que Ray apunyala fatalment Bobby, l'assassí real apareix i apunyala Ray.
Finalment, l'assassí ataca Cindy, però ella se les arregla per vèncer. La policia arriba i l'assassí escapa, després porten Cindy a la comissaria, on s'assabenten que el germà de Buffy, Doofy, en realitat fingia el seu retard mental i era el veritable assassí. Cindy troba la seva disfressa al carrer i és atropellada

## Repartiment
- Anna Faris com a Cindy Campbell
- Dave Sheridan com a Doofy Gilmore / l'assassí
- Jon Abrahams com a Bobby Prinze
- Marlon Wayans com a Shorty Meeks
- Regina Hall com a Brenda Meeks
- Shawn Wayans com a Ray Wilkins
- Shannon Elizabeth com a Buffy Gilmore
- Lochlyn Munro com a Greg Phillippe
- Cheri Oteri com a Gail Hailstorm
- Kurt Fuller com a Sheriff Burke
- Carmen Electra com a Drew Decker
- Rick Ducommun com a Neil Campbell
- Jayne Trcka com a Miss Mann
- Kelly Coffield Park com a professora
- David L. Lander com a Director 'Squiggy' Squiggman
- Andrea Nemeth com a Heather
- Marissa Jaret Winokur com a Tina
- Keenen Ivory Wayans com a Slave
- Tanja Reichert com a Miss Congeniality
- James Van Der Beek com a ell mateix (no surt als crèdits)

## Saga
- Scary Movie 2 (2001)
- Scary Movie 3 (2003)
- Scary Movie 4 (2006)
- Scary Movie 5 (2011)

## Banda sonora
1. "Too Cool for School"- 2:27 (Fountains of Wayne)
2. "The Inevitable Return of the Great White Dope"- 3:53 (Bloodhound Gang)
3. "Stay"- 3:56 (Radford)
4. "The Only Way to Be"- 3:20 (Save Ferris)
5. "My Bad"- 3:22 (Oleander)
6. "Punk Song #2"- 2:46 (Silverchair)
7. "Everybody Wants You"- 4:11 (Unband)
8. "Superfly"- 2:55 (Bender)
9. "I Wanna Be Sedated"- 2:31 (The Ramones)
10. "Scary Movies (Sequel)- 3:56 (Eminem & Royce da 5'9")
11. "All About U"- 4:34 (Tupac Shakur, Top Dogg, Yaki Kadafi, Hussein Fatal, Nate Dogg & Dru Down)
12. "I Want Cha"- 4:37 (Black Eyed Peas)
13. "What What"- 5:03 (Public Enemy)
14. "Feel Me"- 3:49 (Rah Digga, Rampage & Rock)
15. "I'm the Killer"- 3:57 (Lifelong & Incident)